# Cindy Sampson
Cindy Marie Sampson (* 27. Mai 1978 in Halifax) ist eine kanadische Schauspielerin.

## Leben
Sampson war seit 1999 in mehr als 45 Film- und Fernsehproduktionen zu sehen. Von 2016 bis 2021 spielte sie die weibliche Hauptrolle in der Serie Private Eyes.
Seit dem 7. Juli 2016 ist sie mit dem kanadischen Architekt Ryan Wickel verheiratet.

## Filmografie (Auswahl)
- 1989: Street Cents (Fernsehfilm)
- 1999, 2001: Lexx – The Dark Zone (Fernsehserie, 2 Episoden)
- 2001: Riches (Rolle: Molly McBride)
- 2002: Sketch Troop (Fernsehfilm)
- 2002: Mama Africa
- 2002: A Guy and a Girl (Fernsehfilm)
- 2002: Lift-Off
- 2003: Sex and the Single Mom (Fernsehfilm)
- 2003: Footsteps (Fernsehfilm)
- 2004: The Straitjacket Lottery
- 2004: The Riverman (Fernsehfilm)
- 2005: Jesse Stone: Eiskalt (Fernsehfilm)
- 2006: Live Once, Die Twice (Fernsehfilm)
- 2006: Pretty Dead Flowers
- 2006: Proof of Lies (Fernsehfilm)
- 2006: Der letzte Kuss
- 2006: October 1970 (Fernsehfilm)
- 2006–2007: Rumours (Fernsehserie, 8 Episoden)
- 2007: Mein Traum von Afrika (Fernsehfilm)
- 2007: Blind Trust (Fernsehfilm)
- 2007–2011: Supernatural (Fernsehserie, 11 Episoden)
- 2008: Swamp Devil
- 2008: Reaper – Ein teuflischer Job (Fernsehserie, Episode 1x18 Cancun)
- 2008: The Christmas Choir (Fernsehfilm)
- 2009: My Claudia
- 2009: Durham County – Im Rausch der Gewalt (Fernsehserie, 3 Episoden)
- 2009: High Plains Invaders (Fernsehfilm)
- 2010: The Shrine
- 2011: Charlie Zone
- 2012: Camion
- 2013: The Factory
- 2013: Played (Fernsehserie, Episode 1x07 Cars)
- 2015: Rookie Blue (Fernsehserie, 3 Episoden)
- 2015–2016: Rogue (Fernsehserie, 8 Episoden)
- 2016–2021: Private Eyes (Fernsehserie, 60 Episoden)
- 2018: Im Zweifel für die Liebe (My Secret Valentine)
- 2019: A Christmas Crush (Fernsehfilm)
- 2020: Weihnachtsferien zum Verlieben (A Christmas Break, Fernsehfilm)
- 2022: Tokens (Fernsehserie, Episode 2x03 The Mixer)
- 2022: Departure – Wo ist Flug 716? (Departure, Fernsehserie, 3 Episoden)
- 2023: The Spencer Sisters (Fernsehserie, Episode 1x09 The Diva's Disaster)
- 2023: Escalation
- 2023: Royally Yours, This Christmas (Fernsehfilm)
- seit 2024: Sullivan’s Crossing (Fernsehserie)
- 2025: The Last Woman Who Lived Here (Fernsehfilm)